# Konopour

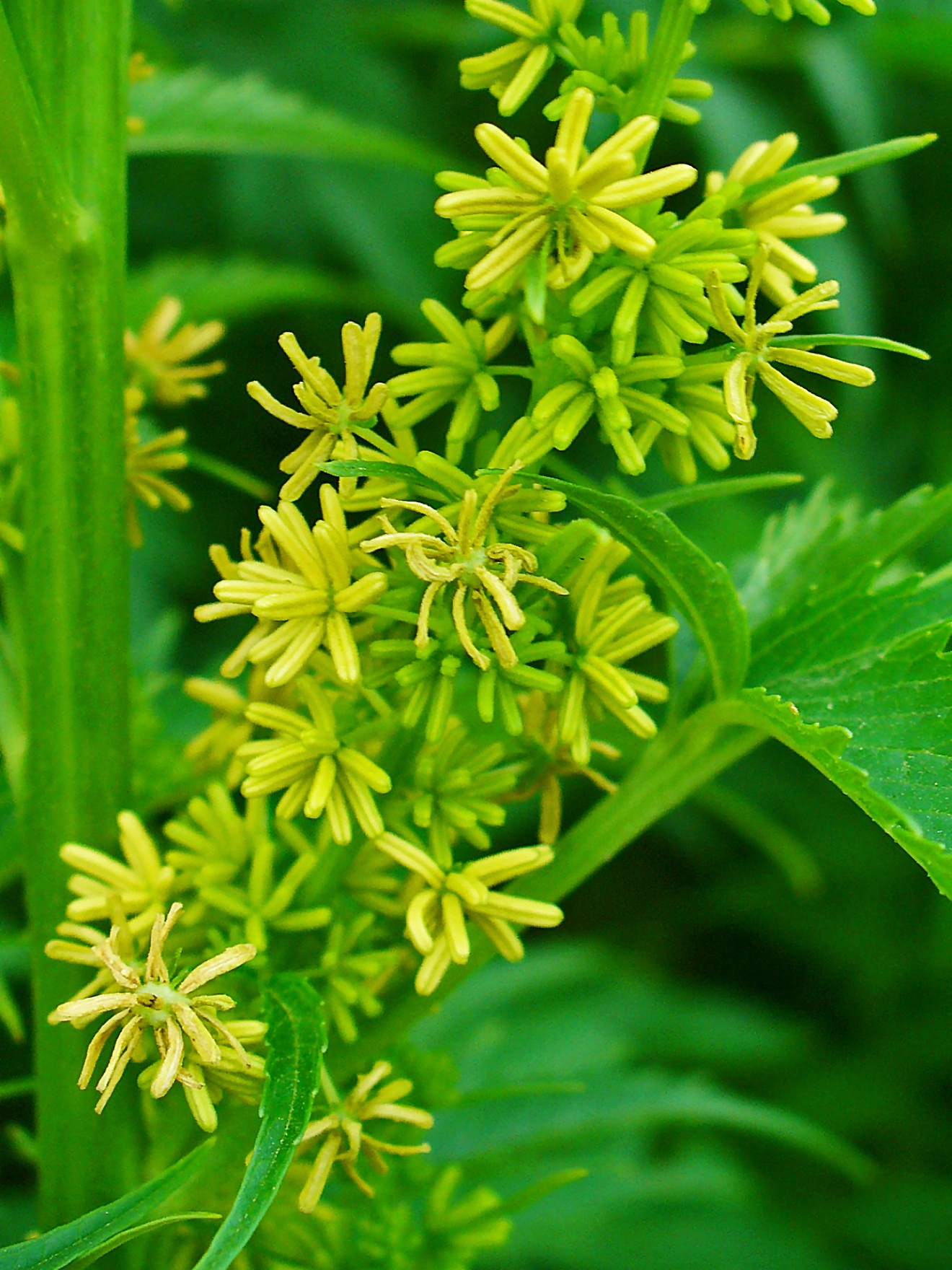
Samčí květy konopouru Datisca cannabina

Konopour (Datisca) je jediný rod čeledi konopourovité dvouděložných rostlin z řádu
tykvotvaré. Zahrnuje pouze 2 druhy vysokých bylin se zpeřenými listy a drobnými květy. Konopoury jsou dvoudomé rostliny, vzhledově připomínají konopí. Jeden druh je rozšířen v Asii a na Krétě, druhý v Severní Americe.

## Popis
Konopoury jsou vysoké lysé byliny, habitem poněkud podobné konopí. Rostliny jsou dvoudomé, samčí a samičí nebo oboupohlavné a samčí (andromonoecie). Listy jsou střídavé, zpeřené, bez palistů. Čepel listů je na okraji zubatá, se zpeřenou žilnatinou.
Květy jsou drobné, nenápadné, nahuštěné ve svazečcích na koncích dlouhých olistěných větví.
Okvětí je vytrvalé, kalichovité, složené ze 3 až 9 volných plátků, koruna chybí. V samčích květech je 8 až 25 tyčinek, v oboupohlavných květech jen 3 až 5 tyčinek. Semeník je spodní, srostlý ze 3 až 5 plodolistů, s jednou komůrkou a mnoha vajíčky. Plodem je mnohasemenná tobolka.

## Rozšíření
Rod Datisca zahrnuje pouze 2 druhy. Druh Datisca glomerata je rozšířen na západě Severní Ameriky, Datisca cannabina v sušších oblastech Eurasie od Turecka po Himálaj, v Evropě na Krétě. 

## Taxonomie
V minulosti byla čeleď Datiscaceae řazena do řádů Violales (Cronquist), Begoniales (Tachtadžjan) nebo Cucurbitales (Dahlgren). Zařazení do řádu tykvotvaré bylo později potvrzeno molekulárními metodami.
Podle kladogramů APG je sesterskou větví čeleď kysalovité (Begoniaceae).

## Význam
Konopour Datisca cannabina je atraktivní vzrůstná bylina a občas je pěstován jako okrasná rostlina. Kořeny obsahují alkaloid datiscin a poskytují žluté barvivo.